# Valvettithurai
Valvettithurai (tamoul : வல்வெட்டித்துறை Valveṭṭittuṟai; singhalais : වල්වෙට්ටිතුරෙයි) – dont la forme abrégée est VVT – est une ville du Sri Lanka située au nord de l'île, sur la péninsule de Jaffna, à 10 km à l'ouest de Point Pedro.

## Administration
La localité fait partie du district de Jaffna dans la province du Nord.

## Histoire
Le port de Valvettithurai a longtemps été célèbre pour ses activités de contrebande avec l'Inde du sud.

## Personnalités
Valvettithurai est la ville natale de Velupillai Prabhakaran, le dirigeant des Tigres de libération de l'Eelam tamoul (LTTE), la principale organisation indépendantiste tamoule du nord-est du pays. Les ruines de la maison familiale y subsistent.